# Parterre (Valence)

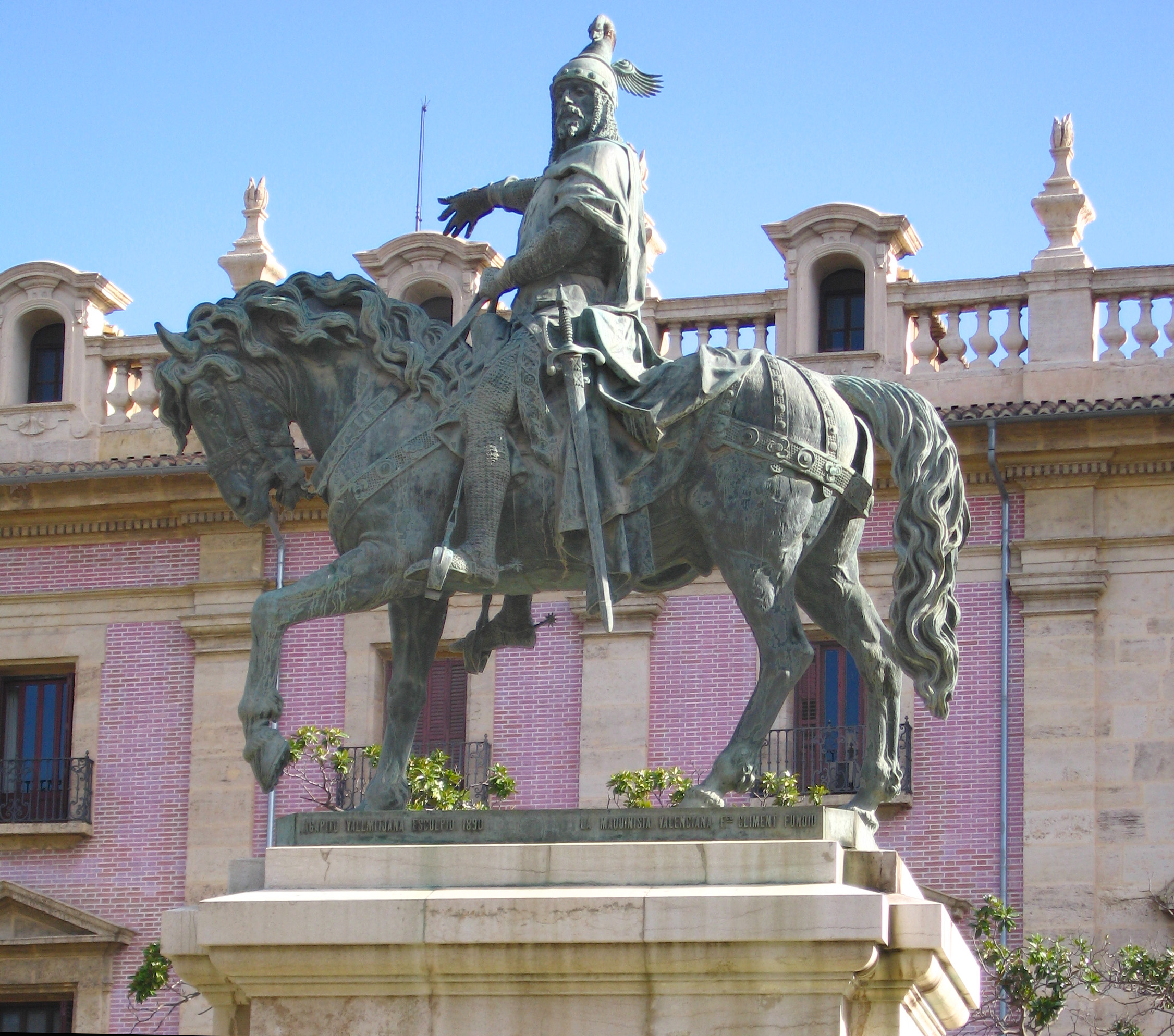
Statue de Jacques le Conquérant, bronze d'Agapit Vallmitjana, au centre du Parterre de Valence.

Le Parterre ([paɾˈtɛre]), officiellement plaça d'Alfons el Magnànim (en valencien ; en castillan Plaza de Alfonso el Magnánimo), est une place arborée de la ville de Valence (Espagne), située dans le district de Ciutat Vella (dans le centre historique). Il s'agit d'un espace emblématique de la ville.

## Localisation
La place est située à la limite entre les quartiers de Sant Francesc et La Xerea, dans le district de Ciutat Vella, le centre historique.
Au nord, le Parterre borde les jardins de la Glorieta et le Carrer de la Pau (« rue de la Paix ») ; au sud, elle borde le carrer del Pintor Sorrolla (« rue du peintre Sorolla »).

## Odonymie
Le nom officiel de la place est «plaça d'Alfons el Magnànim»  (« place d'Alphonse le Magnanime », en catalan-valencien comme l'ensemble des odonymes de la ville), mais son nom usuel est «Parterre», appellation pratiquement généralisée, auprès des habitants comme des visiteurs.
Le substantif parterre est un gallicisme contemporain,, prononcé [paɾˈtɛre] en catalan occidental dont valencien,, voire [paɾˈtɛri] localement et familièrement.
Le terme de « Parterre » a commencé à s'enraciner auprès des habitants pour désigner la place autour de 1860, sous l'impulsion de l'architecte chargé du réaménagement des lieux, Sebastián Monleón (es).
L'absence d'ancrage populaire de l'appellation officielle de la place peut s'expliquer par les multiples changements de nom qu'a connus l'endroit au cours de l'histoire, qui constituent un bon exemple de tentative d'instrumentalisation politique de la topologie urbaine.
En 1812, durant l'occupation napoléonienne, le maréchal français Louis-Gabriel Suchet la baptise «Plaza de la Aduana» (« place de la Douane »), d'après le nom du bâtiment des Douanes de la ville attenant à la place. En 1840, au cours de la régence d'Espartero, elle est rebaptisée «Plaza de la Milicia Nacional» (en référence à la Milice nationale, symbole de la cause libérale). Néanmoins la nouvelle appellation peine à s'enraciner dans l'usage et est abandonnée 4 ans plus tard. En 1857, la place est rebaptisée «Plaza del Príncipe Alfonso» (« place du prince Alphonse »), en référence au fils de la reine Isabelle II, héritier du trône d'Espagne. Pendant la durée du Sexennat démocratique (1868-1874), la place change à nouveau d'appellation officielle et est renommée en hommage à l'homme politique progressiste Juan Álvarez Mendizábal, un changement annulé lors de la Restauration des Bourbons, avec l'intronisation d'Alphonse sous le titre d'« Alphonse XII » en 1875. Cependant, l'usage du nom de « Parterre » est déjà bien implanté dans l'ensemble de la population. En 1918, les républicains blasquistes contrôlant la municipalité décident de renommer la place en l'honneur du président des États-Unis d'Amérique Thomas Woodrow Wilson, mais les conservateurs reviennent à l'ancienne appellation de «Príncipe Alfonso» en 1923, qui se maintient jusqu'à la proclamation de la Seconde République en 1931. Le nouveau consistoire envisage alors différents noms, dont celui de «Plaza de Valencia» (« place de Valence »), et finalement la place est rebaptisée en hommage à Ausiàs March, le grand poète valencien du siècle d'or. À l'issue de la guerre civile (1936-1939), la politique du franquisme en matière de nomenclature urbaine à Valence a été de revenir aux noms d'avant la République, mais le Parterre fait exception, car le régime choisit de le nommer en référence à un autre monarque nommé « Alphonse », Alphonse V d'Aragon dit « le Magnanime » (en castillan «Alfonso el Magnánimo»), figure importante de l'histoire de la ville et du royaume de Valence. Après la restauration de la démocratie, la dénomination officielle des rues devient bilingue[source insuffisante], puis à la fin du XXe siècle le valencien est reconnu comme langue propre de la ville et seule langue officielle des voies municipales,.

## Description

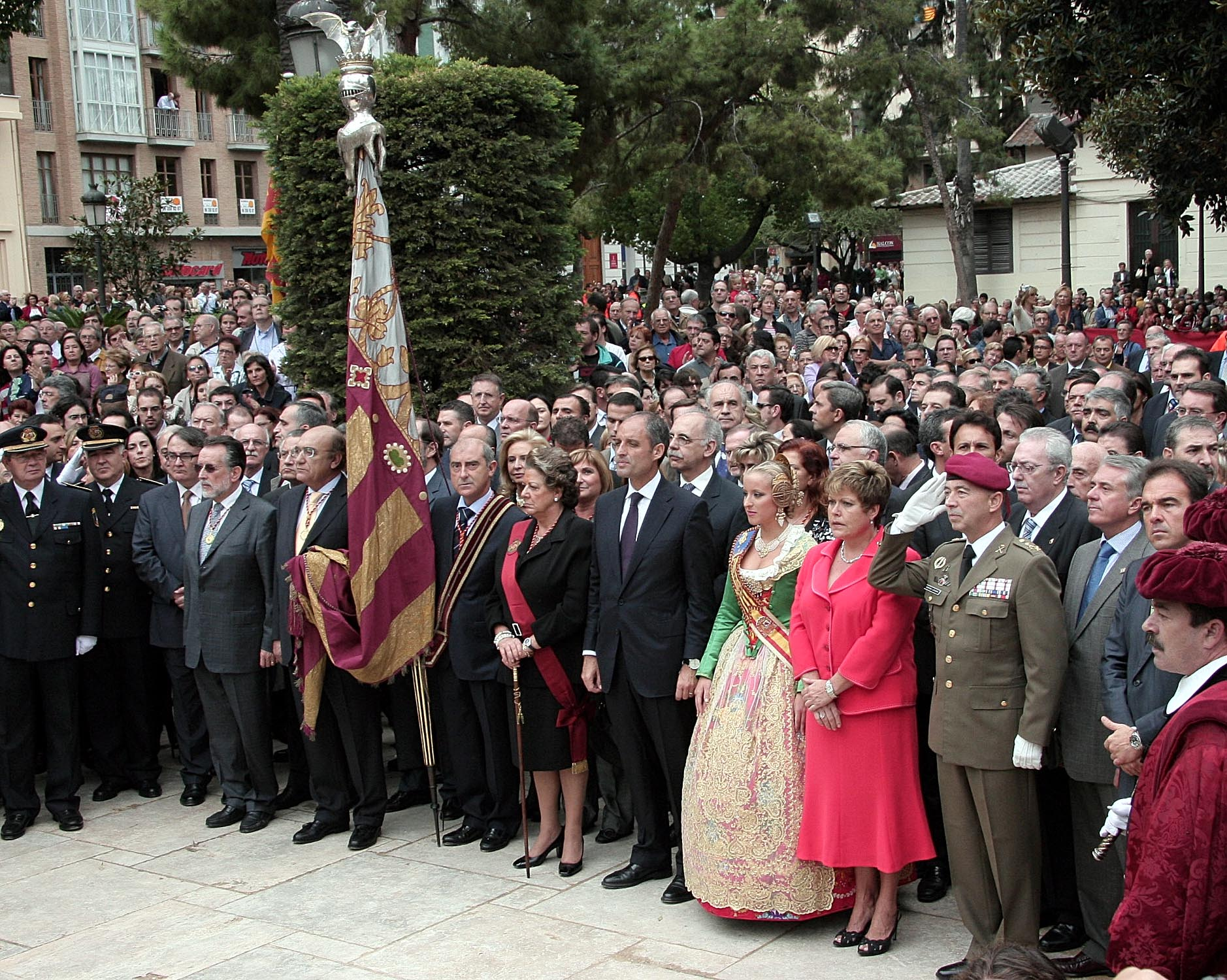
Les autorités célèbrent la fête de la Communauté au Parterre en 2008, avec le Drapeau Royal. À droite du drapeau sont visibles Rita Barberá, maire de Valence (1991-2015), Francisco Camps, président de la Généralité valencienne (2003-2011) et Gloria Martínez Amigó, la fallera major.

Le Parterre est un espace emblématique de la ville de Valence, l'un de ses jardins les plus populaires et les plus fréquentés.
Un des symboles les plus importants de la ville est la statue équestre du roi Jacques le Conquérant, fondateur du royaume de Valence, œuvre d'Agapit Vallmitjana, située au milieu du Parterre. Dans son guide de voyage El País Valenciano (1962), Joan Fuster le mentionne simplement comme « [el] Parterre — rincón de jardín, con un don Jaime ecuestre, en bronce, de Agapito Vallmitjana — » (« [le] Parterre — coin de jardin, avec un don Jacques équestre, en bronze, d'Agapito Vallmitjana — »), lieu de passage entre la calle de la Nave et le palais de Justice.
Parmi les bâtiments qui donnent sur la place se trouvent l'un des trois Corte Inglés de la ville, l'office de tourisme de la Communauté valencienne et le palais de justice. À proximité se trouve le siège de l'université de Valence.
La place est le point d'arrivée de la traditionnelle « procession civique » qui escorte la Senyera (le drapeau royal de la ville) depuis l'hôtel de ville chaque 9 octobre, fête de la région.

## Histoire

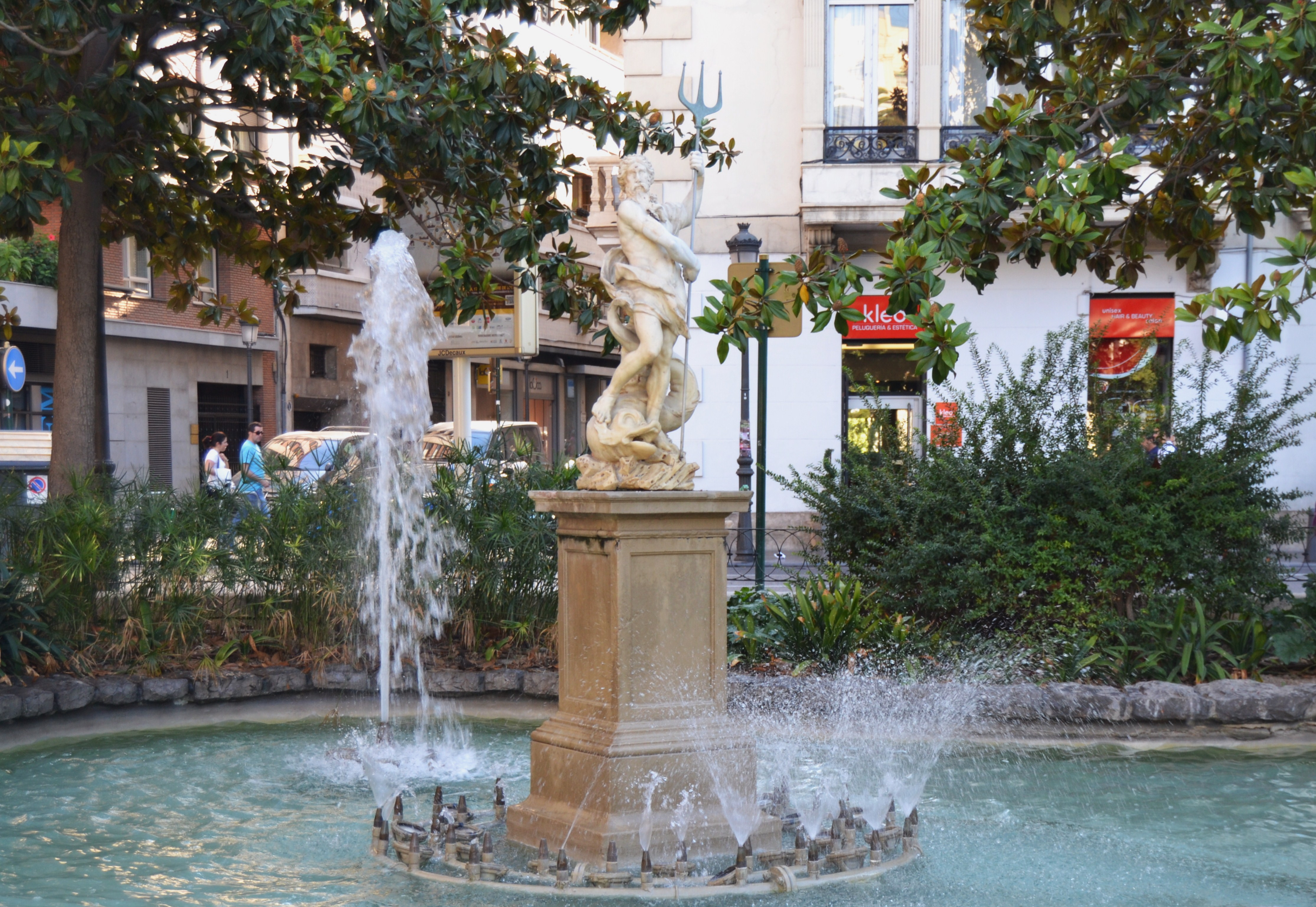
La Font de Neptú (« Fontaine de Neptune ») du Parterre, œuvre de Ponsonelli.

L'idée originale de doter cette zone de Valence d'un grand jardin est due au maréchal français Suchet, durant l'occupation napoléonienne au début du XIXe siècle. Pour ce faire, il fait démolir plusieurs bâtiments attenants à l'actuel palais de justice.
Les premiers jardins aménagés dans ce secteurs sont ceux aujourd'hui appelés jardins de la Glorieta, sous l'impulsion du général Elío.
Le jardin du Parterre est construit en 1850 sur quelques parcelles de l'ancienne Plaza de la Aduana, au point le plus bas de la ville. 47 magnolias et 2 araucarias provenant du palais épiscopal (es) y sont alors plantés.
Le réaméagement qui suit est l'œuvre de l'architecte Sebastián Monleón (es) à partir du début des années 1860, qui crée au centre de la place une fontaine et un piédestal en prévoyant d'y installer une grande statue équestre du roi Jacques le Conquérant, fondateur du royaume de Valence. Néanmoins le projet est interrompu en 1869, et ce n'est qu'en 1891 que la statue est mise en place et que le Parterre prend définitivement forme, sous la supervision de Teodor Llorente.

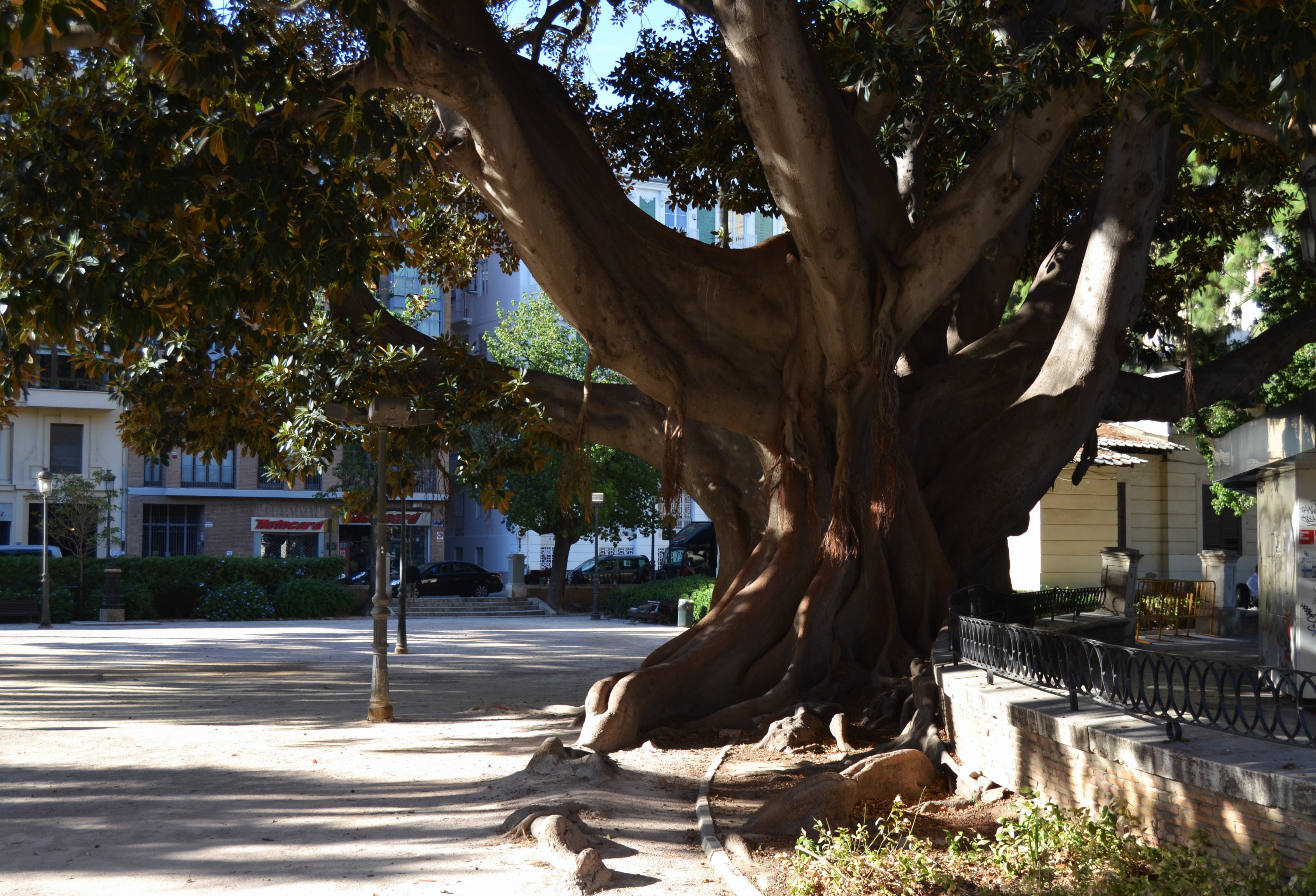
Le grand ficus du Parterre ayant survécu à l'inondation de 1957.

Le Parterre disposait autrefois de quatre bassins circulaires, un situé à chaque extrémité du jardin, dont un seul a été conservé, celui de la partie nord, dédié au dieu romain Neptune, qui y est représenté par une statue de Ponsonelli. En raison de sa localisation et de sa très faible altitude, la grande inondation de 1957 a causé d'importants dommages aux jardins, la crue ayant atteint 2.8 m., détruisant les trois autres fontaines et bassins, ainsi qu'une grande partie de la végétation présente. Parmi les arbres qui ont survécu au déluge figure un très grand ficus.